# Bátor
Bátor is een plaats (község) en gemeente in het Hongaarse comitaat Heves. Bátor telt 464 inwoners (2001).